# Mfon Udoka
Mfon Udoka (16 de junho de 1976) é uma basquetebolista nigeriana.

## Carreira
Mfon Udoka integrou a Seleção Nigeriana de Basquetebol Feminino em Atenas 2004, terminando na décima-primeira posição.